# Dystrykt Kotli
Dystrykt Kotli (urdu: ضلع کوٹلی) – dystrykt w północno-wschodnim Pakistanie w Azad Dżammu i Kaszmirze. W 1998 roku liczył ok. 563 000 mieszkańców. Siedzibą administracyjną dystryktu jest Kotli.